# Dauerplus
Als Dauerplus werden im elektrischen Bordnetz eines Kraftfahrzeugs alle Kontakte bezeichnet, die permanent mit dem Pluspol der Starterbatterie verbunden sind, also sowohl bei ein- als auch bei ausgeschalteter Zündung. Manche Hersteller bezeichnen diese Kontakte als Klemme 30 oder B+.

## Verwendung des Dauerplus
Dauerplus versorgt diejenigen Steuergeräte und Baugruppen, die auch bei abgestelltem Fahrzeug funktionstüchtig sein müssen oder elektrische Energie benötigen, um zum Beispiel Daten zu halten. Mit Dauerplus versorgt ist in jedem Fall der Schalter für die Warnblinkanlage und die gegebenenfalls vorhandene Zentralverriegelung, üblicherweise auch die Innenbeleuchtung, die über Türkontakte und die Zentralverriegelung geschaltet wird. 
Im Bereich der Komfortelektrik benötigen beispielsweise auch Radio, Wegstreckenzähler (Tageskilometerzähler), Diebstahlwarnanlage, GPS-Empfänger und die Fernentriegelung/Keyless-Entry dauerhaft elektrischen Strom. Die stete Zunahme der Zahl der elektrischen Standby-Verbraucher sorgt dafür, dass beim Abstellen von Autos über längere Zeiträume das Risiko steigt, beim Startversuch eine entladene Starterbatterie vorzufinden.  
Bei vielen elektrischen Verbrauchern hängt es vom Fahrzeughersteller ab, ob sie an Dauer- oder an Zündungsplus angeschlossen sind, beispielsweise Bordspannungssteckdose, Autoradio, Fahrlicht, elektrische Fensterheber, Bremslicht, Hupe usw.
Eine Bordspannungssteckdose am Dauerplus ermöglicht das Aufladen von Elektrogeräten wie Smartphones im geparkten Zustand.
Bei einigen wenigen Fahrzeugen ist der Pluspol der Batterie mit der Karosserie verbunden, sodass eine permanente Stromversorgung über Dauerminus geschieht.

## Fachliteratur

### Fachbücher
- Rudolf Hüppen, Dieter Korp: Autoelektrik alle Typen. Motorbuchverlag, Stuttgart, ISBN 3-87943-059-4
- Jürgen Kasedorf, Richard Koch: Service-Fibel für die Kfz-Elektrik, Vogel Buchverlag, ISBN 3-8023-1881-1

### Fachbroschüren
- Bosch Technische Unterrichtung Schaltzeichen und Schaltpläne der Kraftfahrzeugelektrik. Robert Bosch GmbH, Stuttgart, VDT-UBE 001/10